# Take That
Тејк дет (енгл. Take That) је британски вокални састав основан 1990. године у Манчестеру, коју чине Гари Барлоу, Роби Вилијамс, Хауард Доналд, Марк Овен и Џејсон Оринџ.
Група је постигла огроман успех у Уједињеном Краљевству по објављивању албума Take That & Party (1992) и Everything Changes (1993), а трећи албум Nobody Else (1995) донео им је светску славу. Међутим, исте године групу је напустио Роби Вилијамс, а 1996. преостала четири члана објавили су компилацију највећих хитова и Тејк дет је потом престао са радом. Године 2005. британска телевизија ИТВ приказала је документарни филм о групи, Take That: For the Record, који је инспирисао Барлоуа, Доналда, Овена и Оринџа да се поново окупе. Карте за њихову повратничку турнеју биле су распродате за свега три сата. Тејк дет је у наредне две године објавио два студијска албума, Beautiful World (2006) и The Circus (2008), освојио две Британске музичке награде за британски сингл године и одржао две изузетно успешне турнеје. Године 2010. Вилијамс је поново придружио бенду, који је потом као квинтет објавио албум Progress, најпродаванији албум у Уједињеном Краљевству у 21. веку.
Група Тејк дет је до сада продала преко четрдесет и пет милиона носача звука широм света. Године 2012. бенд је заузео петнаесто место на листи најпродаванијих извођача свих времена у Уједињеном Краљевству и пето место на листи извођача са највећом зарадом коју је објавио часопис Forbes.

## Историја групе

### Оснивање и: 1989–93.
Године 1989, менаџер Најџел Мартин-Смит (енгл. Nigel Martin-Smith) из Манчестера одлучио је да оснује вокалну музичку групу сачињену од неколико младића, која би била британска варијанта америчког дечачког бенда New Kids on the Block. Након многобројних аудиција, одржаних током 1990. године, Мартин-Смит је изабрао петорицу момака из Манчестера и околине — Гарија Барлоуа (енгл. Gary Barlow; рођен 20. јануара 1971), Робија Вилијамса (енгл. Robbie Williams; рођен 13. фебруара 1974), Хауарда Доналда (енгл. Howard Donald; рођен 28. априла 1968), Марка Овена (енгл. Mark Owen; рођен 27. јануара 1972) и Џејсона Оринџа (енгл. Jason Orange; рођен 10. јула 1970). Мартин-Смит је био посебно очаран Барлоуом, који је на своју аудицију донео и песме које је написао, те је одлучио да ће музика бенда бити концентрисана на Барлоуа и његов музички стил. Остали чланови бенда углавном су били задужени за извођење хармонија, пратећих вокала и кореографија. Оваква расподела улога касније ће довести до проблема и свађа међу члановима.
Након неколико месеци вежбања певања и кореографија, Тејк дет је почео да наступа у клубовима, школама и на мањим музичким догађајима широм земље, стекавши велики број обожавалаца међу млађом популацијом, поготово међу девојкама и хомосексуалцима. Уследили су наступи на телевизији, а потом, у јулу 1991, и објављивање првог сингла „Do What U Like“. Гари Барлоу је у документарцу Take That: For the Record из 2005. године рекао: „Музички, та песма није била савршена, али је довела до тога да нас људи примете и запамте“. Након два мање успешна сингла „Promises“ и „Once You've Tasted Love“, Тејк дет објављује своју верзију песме „It Only Takes a Minute“ групе Таварес која заузима седмо место на листи синглова у Уједињеном Краљевству и постаје њихов први велики хит. Први албум групе Take That & Party објављен је у августу 1992. и достигао друго место на листи албума у Британији, као и троструки платинасти тираж. Са њега су се издвојили и велики хитови „A Million Love Songs“, „Could It Be Magic“ и „Why Can't I Wake Up with You“ који су се нашли на седмом, односно трећем и другом месту британске топ-листе. „Could It Be Magic“ је 1993. године освојио Британску музичку награду (енгл. BRIT) за сингл године.

### Олимпијске игре, пауза и седми студијски албум: 2012–тренутно
Убрзо након завршетка турнеје „Progress Live“ група је објавила да одлази на краћу паузу, али је инсистирала на томе да се не разилази. Гари Барлоу је током свог гостовања у емисији Шоу Џонатана Роса (енгл. The Jonathan Ross Show) у новембру 2013. потврдио да ће Тејк дет почети са снимањем новог албума 2014. године.
У међувремену, у мају 2012, група је награђена престижним признањем Ајвор Новело за изузетан допринос британској музици. Тејк дет су наступили као квартет на церемонији затварања Летњих олимпијских игара 2012. у Лондону, извевши своју песму „Rule the World“ за време гашења Олимпијског пламена. Роби Вилијамс овом приликом није наступио с групом јер је његова супруга у том тренутку била пред порођајем.

## Појављивања у популарној култури
Године 2006. издавачка кућа EMI дозволила је да песме групе Тејк дет буду коришћене за мјузикл Никада не заборави (енгл. Never Forget), који је премијерно приказан у јулу 2007. у Кардифу, а касније је игран на Вест Енду у Лондону. Чланови бенда су најпре осудили осудили овај потез издавачке куће, али је Гари Барлоу касније изјавио: „Извештаји који сам чуо су били заиста позитивни, тако да мора да има нечег доброг у томе“.
Године 2009. компанија Сони је објавила видео-игру SingStar Take That за PlayStation 3.
Многе песме групе Тејк дет су појављивале у разним филмовима — „Rule the World“ коришћена је у филму Звездана прашина (енгл. Stardust), „Love Love“ у филму Икс мен: прва класа (енгл. X-Men: First Class), а „When We Were Young“ у филму Три мускетара (енгл. The Three Musketeers).

## Чланови
- Гари Барлоу (1990–1996, 2005–тренутно)
- Роби Вилијамс (1990–95, 2010–тренутно)
- Хауард Доналд (1990–96, 2005–тренутно)
- Марк Овен (1990–96, 2005–тренутно)
- Џејсон Оринџ (1990–96, 2005–тренутно)

## Дискографија
Студијски албуми
- (1992)
- (1993)
- (1995)
- (2006)
- (2008)
- (2010)